# Simone Borgheresi
Simone Bhorgheresi, nacido el 1 de agosto de 1968 en Greve in Chianti, es un antiguo ciclista italiano ya retirado. Tras su retirada se convirtió en director deportivo del conjunto Ceramica Flaminia.
Fue un gran gregario de Marco Pantani en las grandes vueltas donde le ayudó en su victoria en el Tour de Francia 1998. También estuvo a su lado durante el Giro de Italia 1999 cuando su equipo, el Mercatone Uno, fue excluido de la carrera el día antes de la meta en Milán debido a un análisis de sangre a Pantani que reveló un hematocrito superior al 50%. Terminó su carrera en 2002.

## Palmarés
1995
- 1 etapa de la Vuelta a Aragón

1998
- Subida a Urkiola

1999
- Giro de los Apeninos

2000
- Giro del Trentino, más 1 etapa

## Resultados en las grandes vueltas
| Carrera         | 1992 | 1993 | 1994 | 1995 | 1996 | 1997 | 1998 | 1999 | 2000  | 2001 | 2002 |
| --------------- | ---- | ---- | ---- | ---- | ---- | ---- | ---- | ---- | ----- | ---- | ---- |
| Giro de Italia  | -    | -    | 96.º | Ab.  | -    | Ab.  | -    | Ex.  | 112.º | 95.º | -    |
| Tour de Francia | -    | -    | -    | -    | -    | -    | 52.º | -    | 114.º | -    | -    |
| Vuelta a España | -    | -    | -    | -    | -    | -    | -    | -    | -     | -    | -    |
| Mundial en Ruta | -    | -    | -    | -    | -    | -    | -    | -    | -     | -    | -    |

-: no participa

Ab.: abandono